# Happiness?
Happiness? és el tercer àlbum del músic anglès Roger Taylor, bateria, vocalista i compositor del grup Queen. Va ser el primer àlbum després que Queen publiqués Innuendo, primer disc després de la mort de Freddie Mercury. També va ser el seu primer àlbum en solitari des de 1984, any en què va publicar Strange Frontier

## Llista de cançons
Totes les cançons són obra de Roger Taylor, exceptuant "Foreign Sand" co-escrita amb Yoshiki Hayashi
1. "Nazis 1994" – 2:35
2. "Happiness" – 3:17
3. "Revelations" – 3:44
4. "Touch the Sky" – 5:04
5. "Foreign Sand" – 6:53
6. "Freedom Train" – 6:12
7. "‘You Had to Be There’" – 2:55
8. "The Key" – 4:25
9. "Everybody Hurts Sometime" – 2:52
10. "Loneliness..." – 2:25
11. "Dear Mr Murdoch" – 4:19
12. "Old Friends" – 3:33

## Llistes

### Àlbum
| 1994 | Posició |
| ---- | ------- |
| UK   | 22      |

### Senzills
Senzill Nazis 1994
| 1994 | Posició |
| ---- | ------- |
| UK   | 22      |

Senzill Foreign Sand
| 1994 | Posició |
| ---- | ------- |
| UK   | 26      |

Single Happiness?
| 1994 | Posició |
| ---- | ------- |
| UK   | 32      |

## Controvèrsies
- Un cop llançat com a single, la lletra de la cançó Nazis 1994 es van considerar tan controvertida que va ser censurada a algunes ràdios comercials del Regne Unit. A més, es va prohibir que s'anuncies a les botigues de discos i moltes es van negar a vendre el single.[2]
- La cançó "Dear Mr Murdoch" s'adreça directament a Rupert Murdoch, magnat del diari The Daily Mirror.

## Músics
Tots els temes exceptuant Foreign Sand:
- Roger Taylor: Vocalista i bateria
- Jason Falloon: Guitarra
- Phil Spalding: Baix
- Mike Crossley: Piano i teclats
- Catherine Porter: Veu
- Joshua J. Macrae: Programació

Foreign Sand:
- Yoshiki: Arrengaments, bateria, piano i sintetitzador
- Roger Taylor: Veu
- Jim Cregan: Guitarra
- Phil Chen: Baix
- Dick Marx: Strings arrengament
- Brad Buxer i Geoff Grace: Programació
- Masterització: Chris Blair a Abbey Road
- Disseny de l'àlbum: Roger Taylor i Richard Gray

## Gires

### Happiness? 1994
- 28/07/94: Gosport Festival (Gosport, Regne Unit)
- 15/09/94: Shepherds Bush Empire (Londres, Regne Unit)
- 26/09/94: Sun Plaza Hall (Tòquio, Japó)
- 28/09/94: Club Citta (Kawasaki, Japó)
- 30/09/94: Club Quatro (Nagoya, Japó)
- 14/10/94: Altes Presswerk (Colònia, Alemanya)
- 24/10/94: City Square (Milà, Itàlia)
- 19/11/94: Shepherds Bush Empire (Londres, Regne Unit)
- 20/11/94: The Junction (Cambridge, Regne Unit)
- 22/11/94: Rock City (Nottingham, Regne Unit)
- 23/11/94: Riverside (Newcastle, Regne Unit)
- 24/11/94: Leeds Irish Centre (Leeds, Regne Unit)
- 26/11/94: Royal Court Theatre (Liverpool, Regne Unit)
- 27/11/94: The Leadmill (Sheffield, Regne Unit)
- 29/11/94: The Garage (Glasgow, Regne Unit)
- 30/11/94: Bierkeller (Bristol, Regne Unit)
- 01/12/94: Mediolanumforum (Milà, Itàlia)
- 02/12/94: City Hall (Truro, Regne Unit)
- 03/12/94: Manchester University (Manchester, Regne Unit)
- 04/12/94: Civic Hall (Wolverhampton, Regne Unit)
- 08/12/94: Europe 1 Studios (Paris, França)

### Happiness? 1995
- 16/01/95: Hippodrome (Monfalcone, Itàlia)
- 17/01/95: Palazetto (Schio, Itàlia)
- 18/01/95: Teatro Verdi (Gènova, Itàlia)
- 20/01/95: Vidia (Casea, Itàlia)
- 21/01/95: Teatro Tenda (Florència, Itàlia)
- 22/01/95: Palladium (Roma, Itàlia)
- 24/01/95: Teatro Nazionale La Valetta (Valletta, Malta)
- 25/01/95: Teatro Metropolitan (Palerm, Itàlia)
- 26/01/95: Teatro Metropolitan (Catània, Itàlia)
- 29/01/95: Havana Club (Nàpols, Itàlia)